# ジョージ・ガブリエル・ストークス
初代准男爵、サー・ジョージ・ガブリエル・ストークス（Sir George Gabriel Stokes, 1st Baronet, 1819年8月13日 - 1903年2月1日）は、アイルランドの数学者・物理学者。牧師の家に生まれ、成長した彼は流体力学、光学、数学などの分野で重要な貢献をした。1851年に王立協会のフェローに選出され、1885年から1890年まで会長を務めた。1849年から死去する1903年まで、ルーカス教授職も務めている。

## 業績
ストークスの名前を冠した事柄にはつぎのようなものがある。
- 流体力学の分野
  - 粘性流体の式：ナビエ＝ストークスの式
  - 流体の中で落下する粒子の速度：ストークスの式
  - 水面波の「ストークス波」
  - 粘度の単位ストークス
- 光学の分野
  - ストークス散乱 - ラマン効果に詳しく説明がある。
- 数学の分野
  - ストークスの定理 - ストークスの定理の初出は、ケンブリッジ大学の数学の優等試験（トライポス）であり、ストークスは、旅行中の友人の物理学者ウィリアム・トムソンが書き送った手紙を受け定理を知り試験に出題したものとされる[2]。またこのときの数学優等試験では、電磁気学で有名なジェームズ・クラーク・マクスウェルが（力学で有名なラウスと共に）首席で合格している。
- 鉱物の分野

ストークス石Stokesiteという錫とカルシウムを含むケイ酸塩鉱物は彼の名前に由来するものである。

## 受賞歴
- 1852年 ランフォード・メダル
- 1893年 コプリ・メダル
- 1900年 ヘルムホルツ・メダル